# San Juan de Guadalupe (kommun)
San Juan de Guadalupe är en kommun i Mexiko.   Den ligger i delstaten Durango, i den centrala delen av landet, 700 km nordväst om huvudstaden Mexico City.
Följande samhällen finns i San Juan de Guadalupe:
- San Juan de Guadalupe
- El Pavo
- Vicente Guerrero